# 알바루 1세
알바루 1세(Álvaro I)는 콩고 왕국의 마니콩고이다.
그는 최초의 퀼루 왕조 마니 콩고 이었다.

## 같이 보기
- 콩고 왕국
- 콩고의 군주 목록